# シンプソン郡 (ケンタッキー州)
シンプソン郡（英: Simpson County）は、アメリカ合衆国ケンタッキー州の西部に位置する郡である。2010年国勢調査での人口は17,327人であり、2000年の16,405人から5.6%増加した。郡庁所在地はフランクリン市（人口8,408人）であり、同郡で人口最大の都市でもある。シンプソン郡は1819年に設立され、郡名は北西インディアン戦争のフォールン・ティンバーズの戦いに参戦し、米英戦争のフレンチタウンの戦いで戦死したケンタッキー州民兵隊の士官ジョン・シンプソン大尉に因んで名付けられた。
アルコール飲料の販売に関しては「モイスト郡」に分類される。基本的には販売が禁止される「ドライ郡」（禁酒郡）だが、フランクリン市のように100席以上のレストランで、その売り上げの70%以上が食品による場合に、飲料としてのアルコールの販売が認められている「ウェット」の都市が含まれている。

## 地理
アメリカ合衆国国勢調査局に拠れば、郡域全面積は236.19平方マイル (611.7 km2)であり、すべて陸地である。

### 隣接する郡
- ウォーレン郡 - 北
- アレン郡 - 東
- サムナー郡 (テネシー州) - 南東
- ロバートソン郡 (テネシー州) - 南西
- ローガン郡 - 西

## 人口動態
以下は2000年国勢調査による人口統計データである。
| 基礎データ - 人口: 16,405人 - 世帯数: 6,415 世帯 - 家族数: 4,638 家族 - 人口密度: 27人/km2（70人/mi2） - 住居数: 7,016軒 - 住居密度: 12軒/km2（30軒/mi2） 人種別人口構成 - 白人: 87.84% - アフリカン・アメリカン: 10.22% - ネイティブ・アメリカン: 0.17% - アジア人: 0.55% - 太平洋諸島系: 0.06% - その他の人種: 0.30% - 混血: 0.87% - ヒスパニック・ラテン系: 0.91% 年齢別人口構成 - 18歳未満: 26.2% - 18-24歳: 8.5% - 25-44歳: 29.2% - 45-64歳: 23.0% - 65歳以上: 13.1% - 年齢の中央値: 36歳 - 性比（女性100人あたり男性の人口） - 総人口: 95.3 - 18歳以上: 91.6 | 世帯と家族（対世帯数） - 18歳未満の子供がいる: 33.8% - 結婚・同居している夫婦: 56.8% - 未婚・離婚・死別女性が世帯主: 11.5% - 非家族世帯: 27.7% - 単身世帯: 24.2% - 65歳以上の老人1人暮らし: 10.4% - 平均構成人数 - 世帯: 2.52人 - 家族: 2.97人 収入と家計 - 収入の中央値 - 世帯: 36,432米ドル - 家族: 42,525米ドル - 性別 - 男性: 32,160米ドル - 女性: 22,667米ドル - 人口1人あたり収入: 17,150米ドル - 貧困線以下 - 対人口: 11.6% - 対家族数: 8.5% - 18歳未満: 14.0% - 65歳以上: 15.9% |

## 都市と町
| - フランクリン - 郡庁所在地 - ゴールドシティ - ミドルトン | - プライシーズミル - プロビデンス - サーモンズ - ラピッズ |